# خاویرا منا

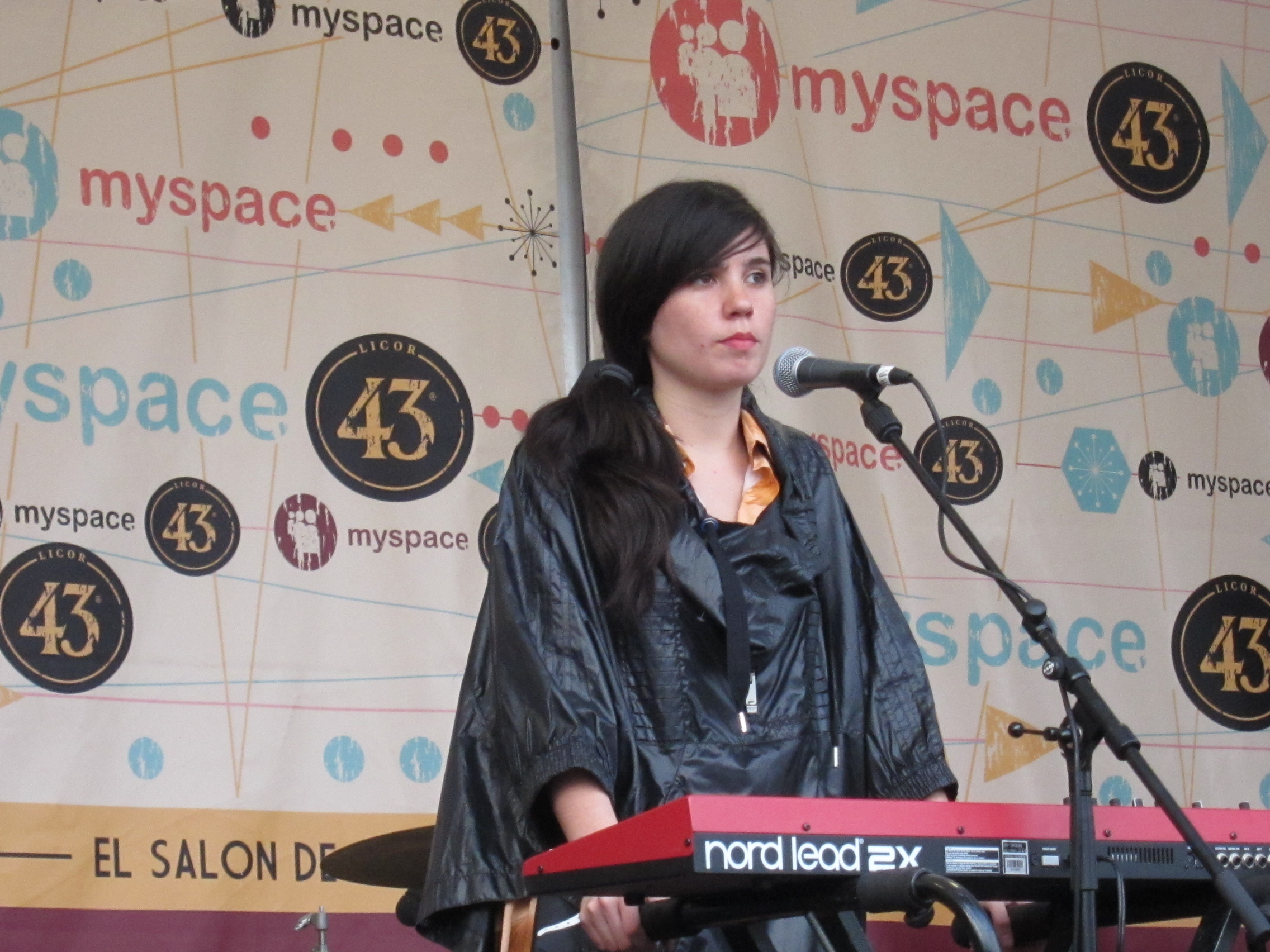

خاویرا آلخاندرا منا کاراسکو (به انگلیسی: Javiera Alejandra Mena Carrasco) (سانتیاگو، ۳ ژوئن ۱۹۸۵) خواننده، ترانه سرا، تهیه‌کننده و نوازنده الکتروپاپ شیلیایی است.
در سال ۲۰۰۶، او به همراه فرانسیسکا ویللا در یک گروه موسیقی الکتروپاپ به نام Tele-Visa و سپس Prissa حضور داشت که در شرف انتشار آلبوم بودند و به دلایل شخصی محقق نشد. متعاقباً، این دو از هم پاشیدند و تنها دموی آنچه در سال ۲۰۰۶ به "Ni tu, ni yo" تبدیل شد، به همراه یک کلیپ ویدیویی از اولین تک آهنگ، "Dar" باقی ماند. در همان سال، او اولین آلبوم انفرادی خود را با نام Esquemas juveniles تحت لیبل Índice Virgen در آرژانتین و Quemasucabeza در شیلی منتشر کرد و اولین همکاری خود را با تهیه‌کننده شیلیایی Cristián Heyne آغاز کرد. ماه‌ها بعد، او برنده جایزه APES شد. اولین تک‌آهنگ آلبوم، با همین عنوان، مورد استقبال قرار گرفت و به رتبه ۶۱ در ۱۰۰ آهنگ برتر رسید